# Sweti Nikołe
Sweti Nikołe (maced. Свети Николе) – miasto w środkowo-wschodniej Macedonii Północnej, w kotlinie Owcze Pole. Ośrodek administracyjny gminy Sweti Nikołe. Liczba mieszkańców – 11 728 osób (2020)
W starożytności w miejscu dzisiejszego Sweti Nikołe leżało miasto Probaton. Od VII wieku Słowianie zaczęli je, wraz z całym regionem, nazywać Owcze Pole. Od 1292 roku miasto wzmiankowane jest jako Sweti Nikoła, prawdopodobnie od istniejącej już wówczas cerkwi pw. świętego Mikołaja. Pod panowaniem osmańskim do miasto napływała ludność turecka.